# Колумбийская кухня
Колумбийская кухня (исп. Gastronomía de Colombia) — набор кулинарных традиций, характерных для Колумбии.
Сформировалась в результате слияния европейской (в основном испанской) кухни с кулинарными обычаями местных индейцев. Также на колумбийскую кухню в некоторой степени повлияли африканские традиции.

## Традиции и особенности
Разнообразие флоры и фауны в Колумбии стало причиной появления столь же разнообразной кухни. В каждом регионе страны используются свои ингредиенты и технологии приготовления. Практически отсутствуют блюда, которые могли бы готовиться по одному же рецепту по всей стране. Так, например, картофельный суп ахиако существует в нескольких региональных вариантах. В равнинных районах традиционно употребляют больше мяса, а в прибрежных — рыбы и морепродуктов.
Наиболее общими продуктами являются кукуруза, рис, картофель, бобовые, говядина, свинина и курица, а также тропические фрукты, например, манго, бананы, папайя и маракуйя. По всей стране распространены арепа — лепёшки из кукурузной муки, которые могут употребляться как сами по себе, так и с различными начинками. Особенно часто их употребляют с колбасой чоризо в качестве быстрого перекуса.
Из холодных напитков распространены соки фруктов и сахарного тростника, а из горячих — шоколад (зачастую с добавлением корицы, гвоздики и ванили) и кофе, как чёрный, так и с молоком.
Одним из местных алкогольных напитков является чича.

## Типичные блюда
- Арепа
- Ахиако
- Кучуко — суп из кукурузы, ячменя или пшеницы и протертых бобов
- Манхар бланко — десерт, который традиционно готовится на Рождество из молока, риса и сахара.
- Санкочо — густой суп.
- Севиче — блюдо из маринованной рыбы или морепродуктов.
- Тостонес — жареные банановые лепёшки или чипсы
- Чангуа — суп из яиц на молочном бульоне